# مارتي بيترز
مارتي بيترز (بالإنجليزية: Marty Peters)‏ هو لاعب كرة قدم أمريكية ومدرب رياضي أمريكي، (ولد في ديكادور في الولايات المتحدة 1913  م).